# Thomas Harriot
Thomas Harriot (asi 1560 Oxford – 2. červenec 1621 Londýn) byl anglický astronom, matematik, etnograf a překladatel, který uskutečnil 26. července 1609 první zaznamenané pozorování Měsíce dalekohledem (několik měsíců před Galileem).

## Život
Titul bakaláře získal na univerzitě v Oxfordu (1580). Působil poté jako učenec na dvoře vévody z Northumberlandu, svého mecenáše. S dalším mecenášem a podporovatelem Walterem Raleighem navštívil v letech 1584–1586 severní Ameriku, během cesty byl navigátorem. Po návratu vydal cestopis A Briefe and True Report of the New Found Land of Virginia (1588). Šlo o jedinou knihu vydanou za jeho života. Roku 1603 dal král Jakub I. Raleigha zatknout a v souvislosti se Spiknutím střelného prachu (1605) byl krátce vyslýchán i Harriot, ale Raleigh byl 1618 popraven.
K astronomii Harriota přivedla Halleyova kometa, která se na obloze objevila roku 1607. Harriot ji pozoroval ještě bez dalekohledu, a to od 1. do 23. října 1607. Harriotova data používal k výpočtům i Edmund Halley. První dalekohled si Harriot pořídil počátkem roku 1609 z Holandska, kde byl vynalezen, ale užíval se pro námořnické a vojenské účely. Krátce nato Harriot patrně uskutečnil historické pozorování Měsíce. Jeho kresby Měsíce se dnes nacházejí ve West Sussex Record Office v Chichesteru. Dochovala se též jeho korespondence s Keplerem. Z ostatních oborů zasáhl zejména do balistiky a optiky (zkoumal např. lom světla). V matematice se věnoval řešení rovnic, kde snad začal pracovat i s komplexními čísly. Své objevy a vynálezy však z velké části tajil, takže o nich máme jen velmi málo informací. Jeho dílo Artis analyticae praxis ad aequationes algebraicas resolvendas vyšlo až 10 let po jeho smrti.